# Lista de redes de televisão dos Estados Unidos

Os cinco principais transmissão EUA logos de rede

Nos Estados Unidos, durante a maior parte da história da radiodifusão, havia apenas três ou quatro grandes redes comerciais nacionais. De 1946 a 1956, estes foram ABC, CBS, NBC e DuMont (embora a Paramount Television Network tivesse algum sucesso limitado durante esses anos). De 1956 a 1986, as redes comerciais nacionais dos "Três Grandes" foram ABC, CBS e NBC (com algumas tentativas limitadas de desafiá-las, como a National Telefilm Associates [e sua Rede de Filmes NTA] e a Overmyer Network). De 1954 a 1970, a National Educational Television foi a câmara de compensação nacional da programação da TV pública; o Public Broadcasting Service (PBS) o sucedeu em 1970.
Hoje, existem mais de cinquenta redes nacionais de radiodifusão. Além da educação não comercial (NCE) PBS, que é composta de estações membro, as maiores redes de televisão de transmissão são as tradicionais redes de televisão (ABC, CBS e NBC). Muitas outras grandes redes existem, no entanto, notavelmente Fox e The CW que transmitem programação original por duas horas a cada noite, em vez de três como o "Big Three" original, bem como serviços de distribuição como MyNetworkTV e Ion Television que apresentam reprises de recentes populares. Mostra com pouca ou nenhuma programação original. A Fox tem praticamente a mesma porcentagem de alcance domiciliar que as Três Grandes e, portanto, é frequentemente considerada uma parceira da ABC, da NBC e da CBS, já que também obteve classificações iguais ou melhores desde o final dos anos 90. A maioria dos meios de comunicação agora inclui a Fox no que eles chamam de redes de TV "Big Four".
A transição para a transmissão digital em 2009 permitiu que as estações de televisão oferecessem opções de programação adicionais através de subcanais digitais, um ou mais fluxos de programação suplementares para o canal primário da estação que são alcançados através da multiplexação do sinal de uma estação. Uma série de novas redes comerciais que veiculam programação especializada, como filmes, reprises de séries clássicas e programas de estilo de vida, foram criadas por empresas como Weigel Broadcasting, Luken Communications e até mesmo por donos de grandes redes como a Walt Disney Company (através da subsidiária Disney–ABC Television Group) e Comcast (através da subsidiária da NBCUniversal). Através do uso de multicast, também houve uma série de novas redes de TV públicas de língua espanhola e não comercial que foram lançadas.
Redes de transmissão nos EUA podem ser divididos em quatro categorias:
- Redes de transmissão comercial - que transmitem programação em inglês para uma audiência geral (por exemplo, CBS);
- Redes de transmissão em espanhol - redes totalmente programadas que transmitem programação em língua espanhola para um público predominantemente hispânico e latino (por exemplo, Telemundo e Univision);
- Redes de difusão educativa e outras não-comerciais - que transmitem programas de televisão em língua inglesa e alguns em língua estrangeira, destinados a ser de natureza educativa ou de outro tipo, não encontrados na televisão comercial (por exemplo, a PBS);
- Redes religiosas de difusão - que transmitem o estudo religioso e outros programas baseados na fé e, em alguns casos, programas seculares orientados para a família (por exemplo, Daystar).

Cada rede envia seu sinal para muitas estações de televisão afiliadas locais em todo o país. Essas emissoras locais transmitem o "feed de rede", com programas transmitidos por cada rede sendo vistos por dezenas de milhões de lares em todo o país. No caso das maiores redes, o sinal é enviado para mais de 200 estações. No caso das redes menores, o sinal pode ser enviado para apenas uma dúzia ou menos de estações.
A partir da temporada televisiva de 2016–17, estima-se que existam 118,4 milhões de domicílios nos EUA com pelo menos um aparelho de TV.

## Tabela de redes de transmissão
Todas as redes listadas abaixo operar um número de estações de TELEVISÃO terrestre. Além disso, várias dessas redes são também foi ao ar na tv a cabo e via satélite.

### Principais redes comerciais em inglês
| Rede TV | Fundada | % das famílias dos EUA atingida | Nº de domicílios visíveis | Número total de afiliadas | Número de afiliadas e transmissores de baixa potência/classe A |
| ------- | ------- | ------------------------------- | ------------------------- | ------------------------- | -------------------------------------------------------------- |
| NBC     | 1941    | 97%                             | 114,848,000               | 226                       | ~338                                                           |
| CBS     | 1941    | 97%                             | 114,848,000               | 215                       | ~299                                                           |
| ABC     | 1948    | 97%                             | 114,848,000               | 229                       | ~266                                                           |
| Fox     | 1986    | 97%                             | 114,848,000               | 223                       | ~202                                                           |
| The CW  | 2006    | 95%                             | 112,480,000               | 204                       | ~11                                                            |

### Redes de televisão não comerciais e públicas
| Rede de Tv                      | Fundação | % de famílias americanas atingita | # de lares assistido | Tipo de rede                                                         | # de afiliados total | # de afiliados e transmissores de baixa potência / classe A |
| ------------------------------- | -------- | --------------------------------- | -------------------- | -------------------------------------------------------------------- | -------------------- | ----------------------------------------------------------- |
| PBS                             | 1969     | 96%                               | 113,664,000          | Público Sem fins lucrativos / cooperativa                            | 349                  | ~342                                                        |
| PBS Kids                        | 2017     | 83%                               | 98,272,000           | Programação infantil                                                 | 269                  | 0                                                           |
| Create                          | 2006     | 74%                               | 87,616,000           | Tv pública / Instrucional                                            | 235                  | 1                                                           |
| World                           | 2007     | 59%                               | 68,617,000           | Notícias e documentários                                             | 160                  | 0                                                           |
| MHz WorldView / MHz Networks    | 2001     | 21%                               | 24,864,000           | Educacional / internacional                                          | 25                   | 1                                                           |
| NHK World                       | 1998     | 18%                               | 20,934,000           | Notícias e informações japonesas                                     | 7                    | 0                                                           |
| FNX (First Nations Experience)  | 2011     | 12%                               | 14,208,000           | Programação nativa americana                                         | 15                   | 3                                                           |
| France 24                       | 2006     | 10%                               | 11,640,000           | Notícias internacionais                                              | 5                    | 4                                                           |
| MiND (MiND: Media Independence) | 2007     | 9%                                | 10,467,000           | Multicultural, educacional                                           | 2                    | 0                                                           |
| Classic Arts Showcase           | 1994     | 6%                                | 6,978,000            | Video comercial de arte não comercial                                | 3                    | 3                                                           |
| DW-TV (Deutsche Welle)          | 1953     | 2%                                | 2,326,000            | Multicultural                                                        | 1                    | 2                                                           |
| Minnesota Channel               | 2005     | 2%                                | 2,326,000            | Televisão educacional, assuntos públicos, étnico e programação local | 17                   | 0                                                           |

### Redes de língua espanhola
| Rede de Tv     | Fundação | % de famílias americanas atingita | # de lares assistido | Tipo de rede                                | # de afiliados total | # de afiliados e transmissores de baixa potência / classe A |
| -------------- | -------- | --------------------------------- | -------------------- | ------------------------------------------- | -------------------- | ----------------------------------------------------------- |
| Univision      | 1986     | 49%                               | 94,100,000           | Comercial espanhol                          | 62                   | 26                                                          |
| Estrella TV    | 2009     | 46%                               | 64,232,000           | Comercial espanhol                          | 38                   | 29                                                          |
| Telemundo      | 1954     | 61.60%                            | 192,476,422          | Comercial espanhol                          | 54                   | 46                                                          |
| UniMás         | 2002     | 43%                               | 59,600,000           | Comercial espanhol                          | 35                   | 24                                                          |
| Azteca         | 2001     | 32%                               | 37,248,000           | Comercial espanhol                          | 14                   | 28                                                          |
| LATV           | 2001     | 32%                               | 37,248,000           | Entretenimento bilingue (inglês / espanhol) | 27                   | 16                                                          |
| TeleXitos      | 2012     | 42.46%                            | 132,661,468          | Comercial espanhol                          | 25                   | 1                                                           |
| Mega TV        | 2006     | 6%                                | 6,984,000            | Spanish commercial                          | 5                    | 1                                                           |
| TeLe-Romántica | 2012     | 2%                                | 2,368,000            | Telenovelas/lifestyle                       | 0                    | 4                                                           |
| Inmigrante TV  | 2010     | 2%                                | 2,328,000            | Notícias e comentários políticos espanhóis  | 2                    | 0                                                           |
| Multimedios    | 1968     | 2%                                | 2,312,000            | Comercial espanhol                          | 6                    | 2                                                           |

### Redes de TV de entretenimento geral e baseadas em gênero
| Rede de TV                | Fundação                          | % de famílias americanas atingita | # de lares assistido | Tipo de rede                                  | # de afiliados total | # de afiliados e transmissores de baixa potência / classe A |
| ------------------------- | --------------------------------- | --------------------------------- | -------------------- | --------------------------------------------- | -------------------- | ----------------------------------------------------------- |
| MyNetworkTV               | 5 de setembro 2006                | 85%                               | 100,640,000          | Serviço comercial/sindicação                  | 151                  | ~30                                                         |
| MeTV                      | Dezembro de 2010                  | 84%                               | 99,456,000           | Série de TV clássica                          | 176                  | 29                                                          |
| Antenna TV                | Janeiro de 2011                   | 80%                               | 94,720,000           | Séries clássicas de TV e filmes               | 114                  | 27                                                          |
| Escape                    | 18 de agosto de 2014              | 75%                               | 88,800,000           | Suspense/drama/interesse das mulheres         | 124                  | 25                                                          |
| Grit                      | 18 de agosto de 2014              | 75%                               | 88,800,000           | Ação/faroeste/interesse dos homens            | 120                  | 16                                                          |
| Laff                      | 15 de abril de 2015               | 74%                               | 87,616,000           | Comédia                                       | 111                  | 22                                                          |
| This TV                   | Novembro de 2008                  | 74%                               | 87,616,000           | Filmes e programas de TV                      | 89                   | 29                                                          |
| Bounce TV                 | Setembro de 2011                  | 73%                               | 86,432,000           | Programação afro-americana                    | 112                  | 11                                                          |
| Ion Television            | 31 de agosto de 1998 (como PaxTV) | 72% (Somente OTA)                 | 85,248,000           | Serviço comercial/sindicação                  | 109                  | 25                                                          |
| Comet                     | 31 de outubro de 2015             | 66%                               | 78,144,000           | Ficção científica                             | 100                  | 17                                                          |
| GetTV                     | Fevereiro de 2014                 | 66%                               | 78,144,000           | Filmes clássicos e shows                      | 66                   | 20                                                          |
| qubo                      | 2007                              | 65%                               | 75,595,000           | Comercial (infantil)                          | 61                   | 4                                                           |
| Heroes & Icons            | 29 de setembro de 2014            | 58%                               | 68,672,000           | Séries de TV e filmes clássicos               | 57                   | 30                                                          |
| Decades                   | 25 de maio de 2015                | 57%                               | 67,488,000           | TV clássica e filmes/documentários históricos | 53                   | 6                                                           |
| Movies!                   | Janeiro de 2013                   | 57%                               | 67,488,000           | Filmes de longa metragem                      | 52                   | 18                                                          |
| Cozi TV                   | Janeiro de 2013                   | 56%                               | 66,304,000           | Séries de TV clássicas/filmes/lifestyle       | 66                   | 31                                                          |
| Quest                     | 29 de janeiro de 2018             | 50%                               | 59,200,000           | Programação de aventura                       | 29                   | TBD                                                         |
| Buzzr                     | 1 de junho de 2015                | 45%                               | 53,280,000           | Game shows                                    | 20                   | 37                                                          |
| Charge!                   | 28 de fevereiro de 2017           | 43%                               | 50,912,000           | Série de ação e filmes                        | 52                   | 4                                                           |
| Retro TV                  | Julho de 2005                     | 34%                               | 40,256,000           | Comercial, reprises                           | 15                   | 83                                                          |
| Light TV                  | 22 de dezembro de 2016            | 33%                               | 39,072,000           | Família                                       | 14                   | 0                                                           |
| The Country Network       | Janeiro de 2009                   | 13%                               | 15,392,000           | Vídeos de música country                      | 7                    | 33                                                          |
| AMGTV                     | 2006                              | 11%                               | 13,024,000           | Entretenimento geral                          | 2                    | 24                                                          |
| Soul of the South Network | 27 de maio de 2013                | 7%                                | 8,288,000            | Programação afro-americana                    | 4                    | 7                                                           |
| Heartland                 | 1 de novembro de 2012             | 6%                                | 7,104,000            | Música country/lifestyle                      | 3                    | 32                                                          |
| The Family Channel        | 2008 (como My Family TV) 2014     | 5%                                | 5,920,000            | Séries clássicas de TV e filmes               | 4                    | 21                                                          |

### Notícias, esportes e redes de lifestyle
| Rede de TV                                 | Fundação | % de famílias americanas atingita | # de lares assistido | Tipo de rede                         | # de afiliados total | # de afiliados e transmissores de baixa potência / classe A |
| ------------------------------------------ | -------- | --------------------------------- | -------------------- | ------------------------------------ | -------------------- | ----------------------------------------------------------- |
| Ion Life                                   | 2007     | 65%                               | 75,595,000           | Saúde/lifestyle; filmes ocasionais   | 60                   | 3                                                           |
| Justice Network                            | 2014     | 54%                               | 63,936,000           | Crime verdadeiro/Investigação        | 62                   | 10                                                          |
| Rev'n                                      | 2014     | 42%                               | 49,728,000           | Automotivo                           | 1                    | 44                                                          |
| Live Well Network                          | 2009     | 25%                               | 29,600,000           | Saúde/lifestyle                      | 8                    | 0                                                           |
| TBD                                        | 2017     | 25%                               | 29,600,000           | Conversa/lifestyle                   | 50                   | 5                                                           |
| The Action Channel                         | 2016     | 18%                               | 21,312,000           | Interesse dos homens                 | 2                    | 38                                                          |
| Biz Television                             | 2009     | 17%                               | 19,788,000           | Informações comerciais e financeiras | 5                    | 34                                                          |
| WeatherNation TV                           | 2011     | 17%                               | 19,788,000           | Clima                                | 20                   | 7                                                           |
| Stadium                                    | 2017     | 15%                               | 17,760,000           | Esportes                             | 38                   | 24                                                          |
| Newsmax TV                                 | 2014     | 12% (Somente OTA)                 | 14,208,000           | Notícias/documentários/Conservas     | 0                    | 23                                                          |
| Tuff TV                                    | 2009     | 11%                               | 13,024,000           | Programação de interesse masculino   | 1                    | 28                                                          |
| AccuWeather Channel                        | 2006     | 7%                                | 8,148,000            | Clima                                | 13                   | 4                                                           |
| Youtoo America (anteriormente America One) | 1985     | 6%                                | 6,984,000            | Comercial/esportes/lifestyle         | 1                    | 34                                                          |
| Untamed Sports TV                          | 2008     | 1%                                | 1,156,000            | Esportes/ao ar livre                 | 2                    | 2                                                           |
| DrTV                                       | 2014     | 0.78%                             | 895,666              | Saúde/lifestyle                      | 0                    | 19                                                          |
| Frost Great Outdoors                       | 2011     | 0.5%                              | 578,000              | Ao ar livre/compras                  | 0                    | 5                                                           |
| Pursuit Channel                            | 2008     | 0.15%                             | 173,400              | Esporte e recreação                  | 0                    | 3                                                           |

### Redes de compras
| Rede TV    | Fundada | % de famílias americanas atingita | # de lares assistido | # de afiliados total | # de afiliados e transmissores de baixa potência / classe A |
| ---------- | ------- | --------------------------------- | -------------------- | -------------------- | ----------------------------------------------------------- |
| QVC        | 1986    | 59%                               | 68,204,000           | 48                   | 13                                                          |
| HSN        | 1985    | 59%                               | 68,204,000           | 41                   | 46                                                          |
| QVC2       | 2013    | 31%                               | 36,704,000           | 5                    | 34                                                          |
| JewelryTV  | 1993    | 22%                               | 26,048,000           | 4                    | 30                                                          |
| EVINE Live | 1991    | 11%                               | 13,024,000           | 5                    | 6                                                           |
| Shop LC    | 2007    | 8%                                | 9,472,000            | 0                    | 42                                                          |
| Beauty iQ  | 2016    | 5%                                | 5,920,000            | 0                    | 5                                                           |

### Redes de guia de programas eletrônicos
| Rede TV  | Fundada | % de famílias americanas atingita | # de lares assistido | # de afiliados total | # de afiliados e transmissores de baixa potência / classe A |
| -------- | ------- | --------------------------------- | -------------------- | -------------------- | ----------------------------------------------------------- |
| TV Scout | 2012    | 10%                               | 11,590,000           | 0                    | 10                                                          |

### Religiosa redes de TV
| Rede TV                      | Fundada      | % de famílias americanas atingita | # de lares assistido | # Tipo                                        | # de afiliados total | # de afiliados e transmissores de baixa potência / classe A |
| ---------------------------- | ------------ | --------------------------------- | -------------------- | --------------------------------------------- | -------------------- | ----------------------------------------------------------- |
| Daystar                      | 1982         | 56%                               | 64,736,000           | Religioso                                     | 20                   | 80                                                          |
| SonLife Broadcasting Network | 2010         | 44%                               | 52,096,000           | Religioso                                     | 22                   | 77                                                          |
| enlace                       | 2002         | 41%                               | 48,554,000           | Programação religiosa de língua espanhola     | 37                   | 9                                                           |
| TBN                          | 1973         | 40%                               | 47,360,000           | Religioso                                     | 39                   | 10                                                          |
| Smile of a Child TV          | 2005         | 40%                               | 47,360,000           | Programação de infantil religiosa             | 35                   | 12                                                          |
| JUCE TV(formerly JCTV)       | 2003         | 40%                               | 47,360,000           | Programação religiosa para jovens/videoclipes | 36                   | 10                                                          |
| Hillsong Channel             | 2002         | 40%                               | 47,360,000           | Religious                                     | 35                   | 9                                                           |
| 3ABN                         | 1984         | 27%                               | 31,968,000           | Religioso                                     | 2                    | 133                                                         |
| 3ABN Latino                  | 2003         | 20%                               | 23,680,000           | Religiosa espanhola                           | 0                    | 124                                                         |
| Peace TV                     | 2006         | 15%                               | 17,760,000           | Religioso (Islâmico)                          | 0                    | 7                                                           |
| Cornerstone Television       | 1979         | 14%                               | 16,184,000           | Religioso                                     | 2                    | 17                                                          |
| Dare to Dream Network        | 2010         | 13%                               | 15,392,000           | Religioso                                     | 0                    | 101                                                         |
| 3ABN Proclaim!               | 2010         | 13%                               | 15,392,000           | Religioso                                     | 0                    | 109                                                         |
| Almavision                   | 2002         | 8%                                | 9,472,000            | Religiosa espanhola                           | 0                    | 9                                                           |
| TCT                          | 1977         | 6%                                | 6,936,000            | Religioso                                     | 8                    | 5                                                           |
| The Walk TV                  | 2010         | 5%                                | 5,780,000            | Religioso                                     | 3                    | 12                                                          |
| CTN                          | 1979         | 5%                                | 5,780,000            | Religioso                                     | 11                   | 5                                                           |
| God TV                       | 1995         | 5%                                | 5,780,000            | Religioso                                     | 2                    | 2                                                           |
| WHT                          | 1985         | 5%                                | 5,780,000            | Religioso                                     | 7                    | 4                                                           |
| Tele Vida Abundante          | Desconhecido | 5%                                | 5,780,000            | Religiosa espanhola                           | 1                    | ??                                                          |
| EWTN                         | 1981         | 2%                                | 2,312,000            | Religioso (Católico)                          | 1                    | 3                                                           |
| Hope Channel                 | 2003         | 1.5%                              | 1,734,000            | Religioso                                     | 0                    | 6                                                           |
| The Word Network             | 2000         | 1.5%                              | 1,734,000            | Religioso                                     | 2                    | 2                                                           |
| TLN                          | 1973         | 1%                                | 1,156,000            | Religioso                                     | 1                    | 0                                                           |
| Tvida Vision                 | 2005         | 0.7%                              | 809,200              | Religiosa espanhola                           | 0                    | 2                                                           |
| The Worship Network          | 1992         | 0.6%                              | 693,600              | Religioso                                     | 0                    | 1                                                           |
| GLC                          | 1982         | 0.25%                             | 289,000              | Religioso                                     | 5                    | 0                                                           |

## Redes comerciais em inglês

### Redes convencionais
- American Broadcasting Company (ABC) – Terceira maior rede comercial do país, a ABC foi originalmente formada a partir da NBC Blue Network, uma rede de rádio que a Federal Communications Commission (FCC) forçou a NBC a vender em 1943; a rede de televisão ABC começou a transmitir em 1948. Propriedade da The Walt Disney Company, a ABC exibe programação original, esportes e notícias sete dias por semana. Tem mais de 200 estações próprias e operadas e afiliadas, quase todas as quais transmitem noticiários locais.
- CBS (originalmente Columbia Broadcasting System) – A segunda maior rede comercial do país, originou-se como a Rede de Rádio CBS em 1927; a rede CBS-TV iniciou as transmissões em 1941. Propriedade da CBS Corporation, a CBS exibe programação original, esportes e notícias sete dias por semana. A rede tem mais de 200 estações próprias e operadas e afiliadas, quase todas as quais transmitem noticiários locais. Durante a maior parte de sua existência, a CBS tem sido a rede mais assistida do país.
- National Broadcasting Company (NBC) – A maior e mais antiga rede comercial do país, a rede de TV NBC, foi criada a partir do serviço de rádio NBC Red Network, lançado em 1922; a rede iniciou as transmissões de televisão em 1941. Propriedade da NBCUniversal, a NBC exibe programação original, esportes e notícias sete dias por semana. Tem mais de 200 estações próprias e operadas e afiliadas, quase todas as quais transmitem noticiários locais.
- Fox Broadcasting Company (Fox) – A quarta maior rede comercial do país, a Fox, foi lançada em outubro de 1986 pela compra da Metromedia pela ex-controladora News Corporation no início daquele ano (duas das estações pertencentes e operadas pela rede, antes pertencentes àquele grupo em sua fundação, constituíam o centro da rede. DuMont Television Network, que existiu de 1944 a 1956) e a compra do estúdio de cinema da 20th Century Fox no ano anterior. De propriedade da 21st Century Fox, Fox veicula programação e esportes pela primeira vez sete dias por semana, programando duas horas por noite em horário nobre (três horas aos domingos), junto com o programa de entrevistas políticas Fox News Sunday nas manhãs de domingo e o opcional infomercial Weekend Mercado nas manhãs de sábado. (A Fox também permite aos afiliados a opção de transmitir o bloco da Estação Xploration nas manhãs de sábado no lugar do Weekend Marketplace.) Possui quase 200 estações próprias e operadas, quase todas com noticiários locais, com alguns noticiários de produção casa e outros que transmitem noticiários produzidos por uma afiliada local de outra grande rede.
- The CW – A quinta maior rede comercial do país, a The CW, foi originalmente formada pela CBS Corporation e pela Time Warner como substituta do The WB e UPN, ambas fechadas em setembro de 2006 após 11 anos de existência e cujos programas formaram a maior parte de sua programação inicial. Mantém aproximadamente 100 estações próprias e operadas e afiliadas nos 100 principais mercados de televisão; Ele também tem aproximadamente 90 afiliações de subcanais adicionais somente a cabo e digitais em pequenos mercados de TV por meio de um feed totalmente programado conhecido como The CW Plus. A rede exibe duas horas de programação de primeira execução em horário nobre e uma hora durante o dia, de segunda a sexta-feira, bem como um programa infantil de cinco horas nas manhãs de sábado chamado One Magnificent Morning. Diferentemente de seus quatro maiores concorrentes de rede, a The CW não possui estações operadas e operadas em Nova York, Los Angeles e Chicago; os afiliados nesses mercados (WPIX, KTLA e WPWR-TV, respectivamente) são de propriedade da Tribune Broadcasting & Fox Television Stations; apesar da propriedade conjunta da CBS e da Time Warner, a CBS Corporation atua como o grupo de estações O & O de fato (a Time Warner possui uma estação em Atlanta através de sua subsidiária Turner Broadcasting System, porém não atua como afiliada da CW para o mercado). Algumas afiliadas da CW transmitem noticiários locais, a maioria dos quais é produzida por outra estação no mercado, embora dez de suas afiliadas (a maioria das quais pertence à Tribune Broadcasting) produzam noticiários locais internamente.
- MyNetworkTV – MyNetworkTV é um serviço de programação de propriedade da 21st Century Fox, que também é pai da rede Fox. Ele foi formado às pressas em fevereiro de 2006 para fornecer programação para estações deixadas fora da afiliação com a The CW, depois que a CBS Corporation e a Time Warner optaram por encerrar o WB e o UPN para formar essa rede. A rede foi lançada em setembro de 2006 com um formato de telenovelas de língua inglesa, mas mudou gradualmente para programação de baixo orçamento até o final de seu primeiro ano. Desde que se converteu de uma rede de TV em um serviço de programação em 2009, a MyNetworkTV preenche seu horário nobre de duas horas de segunda a sexta-feira com reprises de séries dramáticas originadas em outras redes de TV a cabo e transmissão. Algumas afiliadas da MyNetworkTV transmitem noticiários locais, a maioria dos quais é produzida por outra estação no mercado (a afiliada da San Francisco KRON-TV é a única afiliada que produz internamente sua programação local de notícias).
- Ion Television – A Ion (originalmente conhecida como Pax TV de 1998 a 2005 e i: Independent Television de 2005 a 2007) é uma rede de médio porte de propriedade da Ion Media Networks; exibe repetições fora da rede de séries de televisão recentes e seleciona programação importada em inglês, bem como longas-metragens para dezoito horas por dia. A Ion é a maior rede de língua inglesa que é totalmente responsável por manipular a programação em nome de suas afiliadas, algumas das quais executam assuntos públicos limitados e programas religiosos produzidos localmente. Tem cerca de 70 estações próprias e operadas e afiliadas, a maioria das quais pertence à empresa mãe Ion Media Networks através do seu grupo de estações de televisão, a Ion Media Television); O Ion está disponível em mercados sem afiliação OTA (over-the-air) por meio de um feed nacional distribuído para provedores de cabo e satélite. Como Pax TV e eu, foi ao ar várias horas por semana de programação original em horário nobre (muitas vezes produzido em conjunto com a NBC). As estações pertencentes e operadas por íon e algumas afiliadas também possuem dois serviços multicast irmãos em seus subcanais digitais, rede infantil Qubo (que lida com a maior parte do conteúdo de programação educacional exigido pelo governo federal para as estações da rede) e Ion Life orientada para estilo de vida. o O & Os da rede também transporta o QVC e a Rede do Home Shopping em sub-canais adicionais.

### Menor e digital em redes multicast
- MeTV (a backronym for "Memorable Entertainment Television") – MeTV is a network owned by Weigel Broadcasting that airs reruns of classic series from the 1950s to the 1990s sourced primarily from the CBS Television Distribution, NBCUniversal Television Distribution and 20th Television program libraries, as well as some limited content from Weigel. The network is maintains over 160 affiliates (mainly through digital subchannel affiliations, with a small number of stations carrying it as a primary network affiliation), making it the most widely distributed multicast network and the seventh-largest commercial broadcast network in the U.S.
- This TV – This TV is a movie-oriented multicast network owned as a joint venture between Metro-Goldwyn-Mayer and Tribune Broadcasting; originally owned by MGM in conjunction with Weigel Broadcasting, the network was launched on November 1, 2008. The network primarily carries feature films from the libraries of MGM and select other film studios (such as Paramount Pictures, Universal Pictures and Sony Pictures Entertainment), as well as limited amount of TV series from the 1950s to the 1990s. The network maintains over 110 affiliate stations (primarily on digital subchannels, with a small number of stations carrying the network as a primary network affiliation), making This TV the eighth-largest commercial broadcast network in the U.S.
- Antenna TV – Antenna TV is a digital multicast network owned by Tribune Broadcasting; launched on January 1, 2011, the network carries classic series from the 1950s to the 1990s sourced from the programming libraries of Sony Pictures Television, NBCUniversal Television Distribution and 20th Television as well as other distributors; the network also carries a limited amount of feature films. The network maintains approximately 95 affiliates (nearly all of which carry the network on digital subchannels).
- Movies! – Movies! is a digital multicast network owned as a joint venture between Weigel Broadcasting and Fox Television Stations; launched on May 23, 2013 and natively transmitted in the 16:9 format, the network features theatrically released feature films from the 1920s to the 1980s primarily sourced from the 20th Century Fox library, as well as select titles from Sony Pictures Entertainment and Paramount Pictures, most of which are broadcast in the aspect ratio to which they were originally produced. Movies! maintains subchannel-only affiliations with approximately 45 stations.
- Bounce TV – Bounce TV is a digital multicast network owned by Bounce Media, LLC; co-founded by Martin Luther King III and Andrew Young, and launched on September 26, 2011, its programming is aimed at blacks and African Americans between the ages of 25 and 54, featuring a mix of acquired sitcoms, game and talk shows, original programs and feature films. Bounce TV maintains affiliations with approximately 45 stations (the vast majority of which are subchannel-only affiliations), primarily in markets with sizeable African-American populations.
- Cozi TV – Cozi TV is a digital multicast network owned by the NBCUniversal Owned Television Stations subsidiary of NBCUniversal; launched on January 1, 2013, the network carries classic series from the 1950s to the 1990s sourced from the NBCUniversal Television Distribution programming library, as well as lifestyle programming and feature films. Cozi TV traces its history to the 2010 launch of NBC Nonstop, a local news and lifestyle programming subchannel format that spread to most of NBC's owned-and-operated stations. The network maintains approximately 65 affiliates, including all of NBC's owned-and-operated stations (nearly all of which carry the network on digital subchannels).
- GetTV – GetTV is a digital multicast network owned by Sony Pictures Entertainment; launched on February 13, 2014, the network focuses on classic theatrically released films from the 1920s to the 1960s sourced mainly from Sony Pictures library, most of which are broadcast in the aspect ratio to which they were originally produced (due to the network's native 4:3 transmission, films presented in widescreen are presented with letterboxing). The network maintains subchannel-only affiliations with approximately 64 affiliates, along with a bulk carriage agreement with their Sony sister networks on Dish Network.
- Charge! – Charge! is a digital multicast network owned by Sinclair Broadcast Group and operated by Metro-Goldwyn-Mayer through its MGM Television division; launched on February 28, 2017; the network features action- and adventure-based programming sourced primarily from the MGM television and film library. Charge! maintains affiliations with 56 stations (nearly all of which carry the network on digital subchannels).
- Escape – Escape is a digital multicast network owned by Katz Broadcasting; launched on August 8, 2014 and natively transmitted in the 16:9 format (although some programs are stretched to 16:9 if not already available in the format), the network features crime-focused documentary series, as well as theatrically released mystery and crime drama films aimed at a female audience. Escape maintains subchannel-only affiliations with approximately 35 affiliates.
- Grit – Grit is a digital multicast network owned by Katz Broadcasting; launched on August 8, 2014 and natively transmitted in the 16:9 format (although some programs are stretched to 16:9 if not already available in the format), the network features theatrically released action and western films, as well as a limited amount of classic series aimed at a male audience. Grit maintains subchannel-only affiliations with around 45 stations.
- WeatherNation TV – WeatherNation TV is a television and online network owned by WeatherNation, LLC; launched on October 27, 2011 and natively transmitted in the 16:9 format, the network features national and regional weather forecasts and analysis; the network's broadcast affiliates also air local weather updates either provided by the station's weather staff or via an automated graphical segment. The network maintains subchannel-only affiliations with approximately 35 stations; WeatherNation is also available on select cable and satellite providers, as well as via streaming on computers, mobile devices and Smart TVs.
- TBD – TBD is a digital multicast network owned by Sinclair Broadcast Group; launched on February 13, 2017, the network primarily carries various web-originated films, scripted and unscripted series, showcase programming, and featurettes on a wide range of topical and themed categories including, but not limited to, science, fashion, lifestyle, travel, music, comedy, gaming, eSports, and viral content. Some traditional full-length films and documentaries also air on the network. TBD maintains subchannel-only affiliations with 55 stations owned and/or operated by Sinclair.
- Decades – Decades is a digital multicast network owned by a joint venture between CBS Corporation and Weigel Broadcasting; launched officially on May 25, 2015 after a soft launch on January 16, the network carries classic television sitcoms and drama series from the 1950s to the 2000s, feature films from the same period, and historical news and documentary programming, most of which is sourced from the CBS Television Distribution library. Decades maintains subchannel-only affiliations with 54 stations, including all of CBS's owned-and-operated stations.
- Heroes & Icons – Heroes & Icons (abbreviated as "H&I") is a digital multicast network owned by Weigel Broadcasting; launched in September 2014, the network carries classic series and films intended to attract a generally male audience (featuring a mix of action series, police procedurals, westerns, science fiction/fantasy series and military-themed series). Heroes & Icons maintains affiliations with around 15 stations (nearly all of which carry the network as a subchannel-only affiliation).
- Buzzr – Buzzr is a digital multicast network owned by FremantleMedia North America; launched on June 1, 2015, the network carries classic game shows sourced from FremantleMedia's extensive library. The network traces its roots to a YouTube channel of the same name created and produced by Fremantle's digital content studio Tiny Riot, which debuted in late 2014 and featured classic game show clips, and short-form adaptations of its game show properties with internet celebrities as contestants. Buzzr maintains affiliations with 51 stations (most of which carry the network as a subchannel-only affiliation).
- Retro Television Network – Retro Television Network (branded as "Retro TV") is a digital multicast network owned by Luken Communications; launched in September 2005 as the first multicast network to rely on older acquired programs, the network carries a mix of classic series from the 1950s to the 1970s (including some public domain programming), along with recent imported series and feature films. Retro Television Network maintains affiliations with approximately 85 stations (most of which carry the network as a subchannel-only affiliation, and are mostly owned by parent Luken Communications).
- TV Scout – TV Scout is a network launched in July 2013, which provides programming listings for broadcast stations serving the affiliate's local market. As of October 2013, the network maintains subchannel-only affiliations with 12 TV stations.[22]
- YouToo America – A successor to Channel America and formerly named America One, YouToo America is a network featuring general entertainment programming (which is wholly scheduled by the network for its affiliates), with a heavy emphasis on primetime sports programming and events; it maintains affiliations with approximately sixty stations. America One merged with Youtoo TV in the spring of 2015, a cable service which dates back to 1985 as a network with multiple names, formats and owners, including the Nostalgia Channel and American Life Network.

Além disso, vários dos cabo-orientado canais temáticos (por exemplo, música ou canais de compras) ter obtido transmissão de folgas, geralmente em baixa-estações de energia, em muitos mercados. Entre estes estão Home Shopping Network, e EVINE ao Vivo.

### Nomenclaturas para as redes comerciais
Apelidos de referência para as principais redes da América (mais estabelecido pelo setor de publicação Variedade como "slanguage") são como segue:
- ABC: "Alfabeto de rede" (o seu nome é também o primeiro de três letras do alfabeto) ou o "círculo de rede" (network logo, usado desde 1962, é um círculo com as iniciais em letras minúsculas)
- CBS: "Tiffany de rede" ou "olho de rede" (para a rede de alta tons de reputação e olho logo, respectivamente)
- A Fox Broadcasting Company: referido por meios de comunicação e pela própria rede pelo capitalizados "FOX", e o nome legal só é usado na indústria de mídia e documentos legais
- NBC: "o Pavão de rede" (após a sua multi-colorido logotipo)
- CW: "rede Verde" (o esquema de cores utilizado originalmente pela rede para o seu ar de imagens foi dominado pela cor verde)
- MyNetworkTV: "Fox mini-rede" (como o Fox, a rede foi formada pela News Corporation)
- PBS: "Cabeça de Rede" (em referência para a rede de ensino de programação, mascote, logotipo e)
- UPN (extinta): "as Partes de Rede" (para aquisições de série, outrora vistos em outras redes para transmissão de novos episódios), "Formas de rede" ou "Disco de rede" (depois que a rede de 1995 a 2002 e 2002 a 2006, logos)
- O WB (extinta): "Sapo de rede" ou, a rede secundária de branding, "O Sapo" (depois de uma rede de mascote, a Warner Bros. personagem animado Michigan J. Frog)
- DuMont Rede de Televisão (extinta): "Os Esquecidos de Rede" (devido ao seu moderno-dia obscuridade, considerando que este era um dos principais da rede durante a década de 1940 e 1950)

Além disso, tanto O WB e UPN foram referidos como "weblets" por Variedade, devido a sua menor públicos e redução de programação. O CW e MyNetworkTV tem mais sido muitas vezes chamado de "netlets", que utiliza a mesma definição.

## Redes comerciais em espanhol
- Univisión – A propriedade principal da Univision Communications, matriz da Univision, foi formada em 1986 após a venda da predecessora Rede Internacional Espanhola (SIN) para a Hallmark da emissora mexicana Televisa devido a leis federais que restringem a propriedade estrangeira de redes de TV dos EUA. A rede exibe uma mistura de telenovelas, notícias e programação de variedades (produzidas pela rede ou provenientes principalmente da Televisa), bem como eventos de futebol e ocasionalmente filmes de longa metragem importados pelo México. É a maior rede comercial de língua espanhola do país, com aproximadamente 120 estações próprias e operadas e afiliadas (incluindo mais de 50 estações de energia completas); A Univision está disponível em mercados sem uma afiliada over-the-air por meio de um feed nacional (canais leste e oeste) que é distribuído para provedores de cabo e satélite. A maioria de suas emissoras produz e / ou transmite noticiários locais, geralmente limitados a horários de segunda a sexta-feira na maioria dos mercados. Desde meados da década de 2000, a Univision classificou-se como a quinta rede comercial com a melhor classificação geral, em média, ficando à frente da concorrente em língua inglesa The CW.[23]
- Telemundo – Telemundo é uma rede geral de entretenimento de propriedade da NBC Universal; a rede carrega uma mistura de telenovelas originais e importadas, programas gerais e de entretenimento, filmes de longa-metragem (dublado e produzido nativamente em espanhol), programação esportiva e de variedades (grande parte da programação da rede é filmada na base de Miami, embora programação importada é originária do México, Colômbia e, em menor medida, do Brasil). A Telemundo, a segunda maior rede comercial de língua espanhola do país, tem mais de 100 estações próprias e operadas e afiliadas (incluindo aproximadamente 40 centrais elétricas completas); também está disponível no México e em Porto Rico (onde foi fundada em 1954 como a marca da WKAQ-TV). A maioria das emissoras da Telemundo transmitem noticiários locais, que são transmitidos principalmente em timeslots noturnos, embora alguns afiliados também produzam programação de assuntos públicos. A Telemundo está disponível em mercados sem afiliação over-the-air por meio de um feed nacional (canais leste e oeste) que é distribuído para provedores de cabo e satélite.
- Azteca (originalmente conhecido como Azteca América de 2001 a 2014) – A Azteca é uma rede geral de entretenimento de propriedade da Azteca International Corporation, com programação originária principalmente das redes mexicanas Azteca (embora grande parte da programação da rede americana tenha sido transmitida em diferentes momentos), juntamente com programação original e importada de outros distribuidores americanos e latino-americanos; transporta uma mistura de telenovelas, longas-metragens (dublado e produzido nativamente em espanhol), esportes, notícias e programação de variedades. A Azteca mantém cerca de 90 afiliadas (incluindo oito estações de energia completas) e é a quarta maior rede comercial de língua espanhola do país.
- UniMás (conhecida como Telefutura desde o seu lançamento em janeiro de 2002 até janeiro de 2013) – A UniMás é uma rede geral de entretenimento da Univision Communications, que exibe uma mistura de programação original e importada, composta por telenovelas, versões dubladas em espanhol de filmes americanos e programação esportiva voltada principalmente para adolescentes e jovens de 12 a 34 anos. A UniMás mantém quase 45 estações próprias e operadas e afiliadas (incluindo 35 estações de energia completas), e é a terceira maior rede comercial de língua espanhola nos EUA.
- Estrella TV – A Estrella TV é uma rede geral de entretenimento da Liberman Broadcasting; Ele vai ao ar principalmente a programação de variedades original, bem como a programação de notícias gerais e de entretenimento, a programação com scripts limitados e os filmes importantes mexicanos importados. A rede foi lançada em 2009, com programação originalmente produzida para as estações independentes de língua espanhola de propriedade da Liberman, que formavam o núcleo da rede. A Estrella TV mantém cerca de 35 estações próprias e operadas e afiliadas (a maioria das quais é de propriedade da Liberman ou carrega a rede como uma afiliação somente de sub-canal), e é a quinta maior rede comercial de língua espanhola; também está disponível nacionalmente em alguns provedores de cabo.
- Multimedios Televisión – Multimedios é uma rede geral de entretenimento sediada em Monterrey, Nuevo León que apresenta principalmente programação e notícias de variedades de estúdio ao vivo, e é uma grande rede regional no nordeste do México que também possui várias estações ao longo da fronteira do sul do Texas e adapta sua programação. estações locais, programação de notícias) para os espectadores mexicanos e americanos. A rede é distribuída através de várias afiliadas aéreas de propriedade separada nos EUA, principalmente no sudoeste e sul do Texas, e nacionalmente através de provedores de cabo e da DirecTV.
- LATV – A LATV é uma rede de entretenimento geral bilíngue da LATV Networks, LLC; Originada como um formato de programação na KJLA em Los Angeles, a única estação pertencente e operada da rede, tornou-se uma rede nacional em 2007. Ela se baseia em grande parte em programação improvisada destinada a jovens entre 18 e 34 anos, apresentando um mix de programas de variedades, música, estilo de vida e talk (a maioria dos quais são fornecidos pela MVS Television e pela Multimedios Television); O LATV também exibe uma quantidade limitada de programação em inglês, incluindo conteúdo noturno da rede de compras por cabo / satélite Shop LC. A LATV mantém cerca de 40 estações próprias e operadas e afiliadas (disponíveis principalmente em estações de baixa potência).
- TeleXitos (originalmente conhecido como Exitos TV de 2012 a dezembro de 2014) – TeleXitos é uma rede multicast digital de propriedade da NBCUniversal; manter afiliações com 15 estações operadas e operadas pela Telemundo,[24][25] a rede originalmente apresentava um formato com repetições de telenovelas (principalmente as transmitidas pela Telemundo), antes de rebranding em dezembro de 2014 para apresentar versões dubladas em espanhol de séries clássicas de ação e aventura, atuando efetivamente como contrapartida espanhola à rede Cozi TV.[26]

Além disso, a Televisa, que distribui a programação para Univision nos Estados Unidos, atua no México, mas a empresa de redes (Canal de las Estrellas, Canal 5 e Gala de TELEVISÃO) têm certas estações que podem ser recebidas em partes dos estados unidos, localizado junto e perto da fronteira Mexicana, e da mesma forma com os Americanos redes de afiliados localizado a receber ou a pagar na fronteira Mexicana cidades. Alguns fronteira Mexicana estações (como a não mais de radiodifusão filial do CW XETV-TDT em Tijuana) que anteriormente mantido afiliações com os norte-americana de inglês ou espanhol redes, mas principalmente direcionados a sua programação em sua fronteira Americana da cidade (mais do que o Mexicano área metropolitana que eles são baseados em ou simplesmente licenciados).
Apesar de a língua inglesa modelo de programação nos EUA tradicionalmente depende da rede e de suas estações de tratamento de responsabilidades de programação, língua espanhola redes de lidar com grande parte da responsabilidade pela programação, enquanto que os afiliados estão limitados a breakaways a partir da rede de alimentação para fornecer notícias locais, relações públicas e/ou programação de entretenimento, bem como de publicidade local. Como tal, todos de língua espanhola redes estão disponíveis principalmente na transmissão de TV operam nacional de feeds que são distribuídos a cabo e satélite provedores de mercados sem uma filial local. Língua espanhola estações independentes também existe, embora (especialmente com o lançamento do Estrella TV), estes são muito limitados e, principalmente, existem em grandes mercados.

## Não-redes comerciais

### Público/cultural/educacional e não comercial
- PBS (Public Broadcasting Service) – PBS é o maior público de radiodifusão de rede nos EUA, com um pouco de operações descentralizadas (PBS é, essencialmente, de propriedade através de um consórcio de seu membro estações, invertendo a tradicional rede-estação do modelo de propriedade). A rede opera ou tem operado 24 horas, programa de feeds realizado a tempo parcial ou a tempo inteiro por seu membro de estações, o PBS Serviço de Satélite (que mantém feeds para o Leste e Pacífico fusos Horários, e foi originalmente concebido como um cabo-somente canal para áreas não servidas por uma estação PBS), PBS VOCÊ (dedicado em grande parte à educação de adultos, artesanato, e de assuntos públicos de programação, que cessou as suas operações em janeiro de 2006), PBS Kids Channel (crianças de uma rede de programação, que foi descontinuado no dia 1º de outubro de 2005, em favor do anunciante, suportada por cabo canal PBS Kids Brotar). PBS permite que seus membros estações para executar a rede de programas fora do padrão; membro estações geralmente produzir sua própria programação local na forma de notícias (principalmente semanal de informação/análise de série, apesar de algumas estações de transportar diariamente noticiários), documentário e o estilo de programação que é transmitida juntamente com o PBS agenda.
- NYCTV – NYCTV é o serviço de radiodifusão da Cidade de Nova York, que oferece programação original. Disponível nacionalmente no PBS estações, NYCTV na realidade, serve como um provedor de programação para vários não-comerciais de radiodifusão, em Nova Iorque, fora de sua estação de origem, WNYE-TV.
- Annenberg Channel – Originalmente conhecida como Annenberg/CPB Canal e anteriormente a funcionar como um nacional de ensino de acesso de rede para as emissoras públicas e as escolas, Annenberg Canal estava disponível em algumas cabo e por satélite provedores; agora opera como um serviço de streaming online de serviço que é oferecido para o transporte por estações de radiodifusão e cabo de fornecedores; muitos o canal de transmissão de afiliados carregado a sua programação para preencher durante a noite e "fringe" intervalos de tempo (com apenas alguns continuam a fazer isso). Ele compartilhou algumas de programação com PBS, várias universidades e faculdades de propriedade de estações de volta dos estados unidos e a extinta Investigação Canal.
- Deutsche Welle (DW TV) – a Deutsche Welle é um Alemanha-com base não comercial e de serviço de televisão, que fornece algumas notícias em inglês programação das emissoras públicas de TELEVISÃO; a sua programação de feed está disponível em part-time na escolha educacional estações independentes.
- Create – Create é digital, uma rede de difusão seletiva de propriedade Americana de Televisão Pública (em parceria com PBS, os postos de WGBH-TV, WNET e WLIW, e o Nacional de Televisão Educativa, Associação), oferta de instrução (que consiste de culinária, de artesanato e de melhoramento da casa de série) e viagens de programação; a rede foi lançada em janeiro de 2006, em parte, para preencher o vazio deixado pelo desligamento de PBS VOCÊ, e principalmente a sua realizadas em subchannels de PBS membro estações.
- World (às vezes, informalmente conhecido como "PBS World") – o World é digital, uma rede de difusão seletiva de propriedade Americana de Televisão Pública (em parceria com PBS, WGBH-TV, WNET, WLIW e Nacional de Televisão Educativa Association), que transporta notícias e documentários de programação.

### Religiosos
- Cornerstone Television
- Daystar Television Network
- Eternal Word Television Network – Católica Romana, principalmente cabo
- Deus Learning Channel – hebraico e raízes Judaicas da Fé Cristã
- God's Learning Channel (Oral Roberts University)
- Hope Channel – Adventista do Sétimo dia
- Loma Linda Broadcasting Network (LLBN)
- A Trinity Broadcasting Network (TBN) – Ecumênica Cristã
- Three Angels Broadcasting Network (3ABN) – Adventista do Sétimo dia
- Total Living Network (TLN)
- Unity Broadcasting Network – cinco estações de baixa potência
- Up – rede de entretenimento secular e religioso orientada para a família
- World Harvest Television (WHT)/LeSEA Broadcasting – programação secular e religiosa orientada para a família (disponível por via aérea e via satélite)
- The Word Network – Rede cristã afro-americana
- The Worship Network

Várias redes religiosas permitem que seus afiliados transmitam sua programação fora do padrão através de acordos de liberação, notadamente TBN, 3ABN, Hope Channel e World Harvest Television.

## Redes extintas
- American Independent Network – Uma rede de transmissão comercial, que funcionou de meados da década de 1990 a 3 de dezembro de 2001; antecessor do UATV
- America's Store – Uma rede de compras por cabo e satélite se desprendeu da rede Home Shopping, que operou de 1988 a 3 de abril de 2007; suas afiliadas de transmissão eram uma mistura de estações que transportavam a rede em tempo integral, bem como autorizações de pernoite em afiliadas de redes menores e estações independentes.
- AZN Television (originalmente conhecido como canal internacional) – Uma rede de transmissão e tv a cabo, que funcionou de 1996 a 9 de abril de 2008, apresentando uma combinação de programação internacional, lançada antes do advento dos serviços digitais por cabo e satélite que permitiam o transporte de várias redes estrangeiras; a iteração do AZN oferecia programação voltada para os afro-americanos de língua inglesa.
- Badger Television Network – Uma rede de televisão de curta duração que consiste em três estações em Wisconsin; operado de janeiro a agosto de 1958.
- The Box (originalmente Video Jukebox Network) – Uma rede de videoclipes com um formato de solicitação de visualizador, que operou de 1985 a 2001, quando a rede foi adquirida pela Viacom e substituída pela MTV2. Todos os afiliados de transmissão remanescentes da MTV2 eram ex-afiliados da The Box.
- Channel America – Uma rede comercial de radiodifusão que operou de 1988 a 1995; foi a primeira rede de televisão comercial cujo corpo afiliado foi intencionalmente composto por estações de baixa potência, servindo de modelo para a Pax e a AIN / UATV, e um predecessor da America One.
- CV Network (normalmente CaribeVisión) – Uma rede em espanhol, que funcionou de 2007 a 31 de julho de 2012; rede fechada antes do lançamento do MundoFox.
- DuMont Television Network – Uma rede de transmissão comercial de propriedade da DuMont Laboratories, que operou de 1946 a 1956; duas de suas estações próprias e operadas agora pertencem à subsidiária Fox Television Stations da 21st Century Fox como O&Os da rede Fox.[3]
- FamilyNet – Uma rede de cabo de interesse geral pertencente ao Grupo de Mídia Rural; lançado em 1988, passou por vários proprietários e apresentou principalmente um formato religioso; Os proprietários incluíram Jerry Falwell e a Southern Baptist Convention antes de sua aquisição pelo Rural Media Group, controladora da RFD TV com foco rural em 2013. Após sua venda, ela programou uma lista de programas de televisão clássicos da Sony Pictures Television até 1 de julho de 2017. , quando a Rural Media converteu-a a uma rede de esportes focada no Ocidente, The Cowboy Channel; Todos os demais acordos de transporte aéreo foram anulados.
- Hispanic Television Network – Rede de língua espanhola orientada para a família, que funcionou de 2000 a 10 de julho de 2003.
- Hughes Television Network (HTN; originalmente Sports Network Incorporated) – Uma rede de transmissão baseada em esportes mais tarde pertencente ao empresário Howard Hughes, que operou de 1956 a 1970.
- ImaginAsian - A empresa parou em 2011, com a rede de televisão se tornando MNet.
- La Familia Cosmovision - Terminou as operações em 31 de dezembro de 2014.
- LAT TV – Rede de língua espanhola que oferece programação orientada para a família e educacional, que funcionou de 19 de maio de 2006 a 20 de maio de 2008.
- MGM Family Network – Uma rede de transmissão comercial, lançada em 1973.
- Más Música – Uma rede de vídeos musicais em espanhol, que funcionou de 1998 a janeiro de 2006; predecessor de Tr3s.
- Metromedia – Uma empresa de mídia que possuía estações de rádio e TV que foi fundada após o colapso da DuMont, veiculando principalmente programas sindicalizados. Funcionou de 1956 a 1997. A empresa-mãe sobrevive como a MetroMedia Technologies.
- Mizlou Television Network – Uma rede de transmissão ocasional e serviço de distribuição de esportes, que operou de 1961 a 1991.
- Mobil Showcase Network – Uma rede de transmissão ocasional, que operou nos anos 50.
- MTV2 – Uma rede geral de entretenimento e música de propriedade da Viacom, que permanece distribuída principalmente em provedores de cabo e satélite; tornou-se uma rede de transmissão em 1 de janeiro de 2001, quando assumiu as operações da The Box, mas aos poucos abandonou suas afiliadas de transmissão nos anos subsequentes, à medida que expiravam os contratos de afiliação existentes.
- MundoMax – MundoMax foi uma rede geral de entretenimento operada pela emissora colombiana RCN Televisión SA. Lançado em agosto de 2012 como MundoFox, a rede transmitiu telenovelas originais e importadas e teleseries, bem como longas-metragens (ambos dublados e produzidos nativamente em espanhol), notícias e programação de variedades, com alguns conteúdos importados sendo adquiridos pela RCN e NTN24. A MundoMax manteve aproximadamente 60 estações afiliadas (consistindo principalmente de estações de baixa energia com algumas afiliadas de energia plena, com alguns estabelecimentos de propriedade da Fox Television Stations transportando a rede através de afiliações exclusivas de sub-canal para aliviar problemas de disponibilidade em mercados onde a rede tinha afiliado de energia e / ou distribuição limitada por cabo. Algumas estações da MundoMax foram ao ar em noticiários locais, enquanto alguns também possuem programas de assuntos públicos.A rede deixou de ser transmitida em 30 de novembro de 2016.
- National Educational Television (NET) – Uma rede de transmissão educacional, que operou de 1952 a 1970; predecessora do PBS.
- NBC Weather Plus – Uma rede multicast digital orientada para o tempo, de propriedade da NBC Universal, que operou de 15 de novembro de 2004 a 31 de dezembro de 2008; algumas afiliadas substituíram o serviço por um canal meteorológico local automatizado sob a marca NBC Plus.
- Network One (N1) – Uma pequena rede independente que apresenta uma combinação de programação adquirida e de primeira execução, que operou de meados da década de 1990 a 13 de novembro de 1997.
- NTA Film Network – Um projeto que floresceu de 1956 a 1962, com a estação âncora WNTA em Nova York / Newark, ganhando mais de 100 afiliados e atraindo para os mercados maiores algumas das estações que haviam perdido sua afiliação com a Dumont e / ou a Paramount Television Network. a cessação dessas redes ... algumas séries mudaram-se diretamente de Dumont para a NTA em 1956. Só tentei transmitir em padrão nacional em uma temporada, em uma noite, mas tive uma programação notável. Continuou como puramente um sindicato em toda a década de 1960.
- Overmyer Network (ON; lançado como a United Network, não deve ser confundido com UPN) – Uma rede comercial de curta duração, que funcionou de 1 de maio a 1 de junho de 1967.
- Paramount Television Network – Uma rede de transmissão comercial de propriedade da Paramount Pictures, que operou de 1949 a 1953; a maioria de suas estações parceiras também era afiliada de grandes redes de transmissão, relegando-a a afiliações secundárias na maioria dos mercados.
- PBJ - Uma rede multicast digital da Luken Communications que apresentava desenhos animados clássicos e programação infantil que estava em operação de agosto de 2011 a março de 2016.
- PBS Kids – Uma rede multicast digital operada pela PBS, que operou de 1999 a 2005; algumas de suas funções foram assumidas pela rede a cabo patrocinada por anunciantes PBS Kids Sprout, enquanto algumas das estações membros e redes estaduais da PBS carregam subcanais digitais programados independentemente com programas infantis produzidos para transmissão na rede e por meio de distribuição pública de televisão. A PBS originalmente planejava lançar um serviço sucessor, o PBS Kids Go !, em outubro de 2006, que nunca foi lançado. O nome do PBS Kids continua em uso como marca para o bloco de programação infantil da PBS.
- PBS YOU ("VOCÊ" é um acrônimo para "Sua Própria Universidade") – Uma rede de televisão pública que apresenta uma combinação de programas instrucionais, de notícias / comentários e documentários, que operaram do final dos anos 90 até 2006. Muitas de suas afiliadas juntaram-se à Create, um serviço similar da American Public Television que se concentra mais em artesanato e programação de viagens. VOCÊ cessou as operações.
- PTL Satellite Network – Uma rede religiosa cristã evangélica fundada por Jim e Tammy Faye Bakker, que operou de 1977 a 1987; era conhecido por seu principal programa, o PTL Club. A rede entrou em colapso na sequência de um escândalo de sexo e peculato que resultou na condenação de Jim Bakker à prisão.
- Prime Time Entertainment Network (PTEN) – Um serviço de distribuição ad-hoc operado pelo Prime Time Consortium, uma joint venture entre a Warner Bros. Television e a Chris-Craft Industries, em conjunto com as afiliadas do serviço, que operou de setembro de 1993 a setembro de 1997; a maioria das afiliadas da PTEN se juntaria ao WB e UPN quando essas redes fossem lançadas em janeiro de 1995, com estações subseqüentemente empurrando sua programação para outros timeslots não programados pelo WB e UPN.
- Retro Jams – Uma rede de vídeo musical multicast digital, que funcionou de 2007 a 2008; foi transportado por algumas estações de baixa potência de propriedade da Equity Media Holdings, a maioria das quais o substituiu pela Retro Television Network; o formato de videoclipe reapareceu em 2009, depois que a Equity encerrou seus contratos de afiliação com a RTN.
- SFM Holiday Network – Uma rede ad-hoc de prazo limitado especializada em especiais de Natal.
- Shop at Home Network – Uma rede de compras domésticas disponível em transmissão e televisão a cabo, que operou de 1987 a 2008; suas afiliadas de transmissão eram uma mistura de estações que transportavam a rede em tempo integral, bem como autorizações de pernoite em afiliadas de redes menores e estações independentes.
- SOI TV – Uma pequena rede em espanhol, que funcionou de março de 2012 a janeiro de 2013. Lançada com um investimento de US $ 20 milhões, foi fundada por um banqueiro venezuelano e ex-preso político do presidente Hugo Chávez, que recebeu asilo nos EUA; a rede usava tecnologias de transmissão interativa, permitindo a resposta em tempo real dos telespectadores em relação ao seu conteúdo de televisão via Twitter e Facebook. A programação da SOI foi realizada pela rede a cabo La Familia a partir de dezembro de 2012; enquanto a NBCUniversal, emissora da Telemundo, anteriormente carregava a rede em seus subcanais digitais até janeiro de 2013.[27] [28]
- Spanish International Network (SIN) – Uma rede comercial em espanhol, que funcionou de 1961 a 1986; é antecessor da Univisión.
- Star Television Network - Esta rede de televisão clássica estava em planejamento já em 1987 e lançamento em 1990, em seguida, dobrado em 1991.[29]
- The Tube Music Network – Uma rede multicast digital focada em vídeo musical, que operou de 2004 a outubro de 2007, quando foi encerrada devido a dificuldades financeiras e complicações envolvendo programação E/I.
- ThinkBright – Uma rede pública de radiodifusão de Nova York.
- TouchVision – A TouchVision era uma rede de televisão digital multicast e banda larga de propriedade da Think Televisual, LLC; Lançado em 16 de setembro de 2013 com o apoio da Weigel Broadcasting, que foi descontinuado em 14 de janeiro de 2016. Apresentou blocos de conteúdo de notícias nacionais e internacionais apresentados em formato de newsreel, juntamente com os segmentos de opinião e recursos. A programação da TouchVision também foi distribuída para emissoras de televisão em alguns mercados como um substituto para os noticiários nacionais matutinos ou noturnos, veiculados como um bloco de programação matinal em Heroes & Icons.
- TuVisión – Rede comercial em idioma espanhol de propriedade da Pappas Telecasting Companies, que operou de 2007 a 2009.
- TVS Television Network – Um serviço de distribuição de programação esportiva, que teve seus melhores anos nas décadas de 1960 e 1970. Continuou a fornecer programação limitada a partir de então até que a empresa encerrasse suas operações em 2012.
- UPN (anteriormente um inicialismo para a "United Paramount Network") – Uma rede de entretenimento geral convencional originalmente de propriedade da Viacom e da Chris-Craft Industries (cujo interesse foi adquirido pela Viacom em 2000, e posteriormente desmembrado para a CBS Corporation em 2005); operando de 16 de janeiro de 1995 a 15 de setembro de 2006, a CBS Corporation encerrou a rede para formar a The CW, em conjunto com a Time Warner, da The WB.
- Universal Sports (anteriormente World Championship Sports Network) – Uma rede multicast digital que oferece programação esportiva, consistindo principalmente em eventos sancionados para jogos nos Jogos Olímpicos, que funcionaram de 2005 a 31 de dezembro de 2011; em seu auge, tinha 56 afiliadas apenas de sub-canal (incluindo todas as estações próprias e operadas da NBC). A Universal Sports fez a transição para um canal apenas a cabo e satélite em 1º de janeiro de 2012. A operação encerrou em 16 de novembro de 2015.[30]
- Urban America Television (UATV) – Um sucessor da American Independent Network, que funcionou de 3 de dezembro de 2001 a 1 de maio de 2006. A UATV era uma pequena rede com aproximadamente 60 afiliados no seu auge, carregando uma mistura de programação original e filmes e séries mais antigos.
- Variety Television Network – Uma rede multicast digital de propriedade da Newport Television, cujas estações serviam como afiliadas, que operaram de 2007 a janeiro de 2009.
- The WB – Uma rede de entretenimento geral convencional de propriedade da Time Warner e da Tribune Company, que operou de 11 de janeiro de 1995 a 17 de setembro de 2006; A Time Warner desligou a rede para formar a The CW, em conjunto com a CBS Corporation, matriz da UPN.
- The Works - Uma rede de notícias e entretenimento geral da MGM Television que foi lançada em 1º de abril de 2014 e veiculada principalmente em estações de propriedade do Titan Broadcast Group. A rede fechou em 28 de fevereiro de 2017 com o lançamento do Charge! que substituiu.